# بتافو
بتافو (به لاتین: Betafo) یک منطقهٔ مسکونی در ماداگاسکار است که در ناحیه بتافو واقع شده‌است. بتافو ۳۴٬۳۳۶ نفر جمعیت دارد و ۱٬۴۱۰ متر بالاتر از سطح دریا واقع شده‌است.